# MamaRika
MamaRika, nota precedentemente come Erika (in ucraino Еріка?), pseudonimo di Anastasija Oleksandrivna Kočetova (in ucraino Анастасія Олександрівна Кочетова?; Červonohrad, 13 aprile 1989), è una cantante, attrice e conduttrice televisiva ucraina.

## Biografia
Nata a Červonohrad, ha conseguito una laurea presso la facoltà di Lingue straniere dell'Università di Leopoli, dove si è specializzata nella traduzione nella lingua inglese. Prima di intraprendere la carriera da cantante ha lavorato come responsabile d'ufficio e insegnante di canto.
Ha esordito nel mondo della musica a quattordici anni, quando ha vinto il suo primo concorso musicale, il Červona Ruta. Successivamente nel 2007 ha partecipato al talent show statunitense American Chance, dove è risultata una delle cinque vincitrici. Il programma aveva l'obiettivo di creare un gruppo musicale composto da cinque ragazze sotto contratto con la Universal. Tuttavia, dopo la formazione delle Glam, il progetto è stato interrotto all'inizio del 2008 a causa della crisi finanziaria globale, oltre allo scarso interesse per il progetto da parte dell'industria musicale statunitense.
Nel 2009, sotto lo pseudonimo Erika, ha partecipato alla terza edizione di Fabryka zirok, la versione ucraina del franchise Star Academy, dove si è classificata al quinto posto. L'anno successivo ha preso parte alla quarta edizione dello show come conduttrice, oltre ad avere presentato lo spin-off russo Fabrika zvëzd Russia-Ukraine.
Nel 2010 firma un contratto discografico con la UMMG Production Center, sotto la guida del produttore discografico Serhii Kuzin, con cui ha pubblicato il suo album di debutto Paparaccy. Nel 2011 ha prestato la sua voce a Jewel, co-protagonista del film Rio, nella sua versione in lingua ucraina.
Nell'aprile 2016 Kočetova ha annunciato di aver interrotto la collaborazione con Kuzin e di aver cambiato il suo pseudonimo in MamaRika. Nello stesso anno ha debuttato come attrice recitando nella serie tv Odnoho razu v Odesi, dove ha interpretato la parte di Julija. L'anno successivo si è esibita alla prima edizione del MRPL City Festival di Mariupol' dove ha presentato in anteprima il suo secondo album in studio Kač.

## Vita privata
Kočetova ha sposato Serhij Sereda in una cerimonia in Thailandia nel 2020, con il quale ha poi avuto un figlio, nato il 2 agosto 2021.

## Discografia

### Album in studio
- 2012 – Paparaccy
- 2017 – Kač

### EP
- 2016 – MamaRika

### Singoli
- 2011 – Smajlyk (feat. Motor'rolla)
- 2013 – Duša
- 2013 – Paparaccy
- 2016 – MamaRika
- 2016 – Nič u bari
- 2017 – We Are One
- 2017 – Kač
- 2017 – Ty i ja
- 2017 – CHCHDD
- 2018 – Fayno
- 2018 – Zajvi
- 2019 – Daj nam Bože
- 2019 – Prolisky
- 2019 – Ja polum"ja
- 2020 – Maemo
- 2020 – Skažene divčys'ko
- 2020 – Mavka
- 2021 – Serce stukaje stukaje stukaje
- 2021 – Kava
- 2021 – Durnen'ka
- 2022 – Na pukach
- 2022 – Synu
- 2022 – Jak ty tam žyveš
- 2022 – Ščastja
- 2022 – Leleka (feat. Yaktak)
- 2022 – Zorja
- 2023 – Ljudy (con Kola)
- 2023 – Sl'ozy i Pisni
- 2023 – Serce
- 2023 – Ostannij den'
- 2023 – Dostatn'o (con Dovi)
- 2024 – Zamelo
- 2024 – Chtos' ide
- 2024 – Mrijala (con Vlada K)
- 2024 – Šepoče došč (con Balsam)
- 2024 – Kažany
- 2024 – Ne jdy
- 2025 – Kolyšnja
- 2025 – Mamytaty
- 2025 – Zv"jazok

#### Come featuring
- 2022 – Razom do peremohy (Olja Poljakova, Dorofjejeva e Jerry Heil feat. Tayanna, Anna Trinčer, Mélovin, Zlata Ohnjevič, Ivan Navi, Olja Cybul's'ka, Nikita Lomakin, Khayat, MamaRika, Tarabarova, Alëna Omargalieva, TOK e Nino Basilaja)

## Filmografia

### Televisione
- Once Upon a Time in Odessa (Odnoho razu v Odesi) – serie TV, 20 episodi (TET, 2016)
- Startapery – serie TV, 8 episodi (2020)

### Doppiaggio
- Jewel in Rio (versione ucraina)

## Riconoscimenti
- Crystal Microphone Awards
  - 2011 – Cantante dell'anno[8]

- YUNA
  - 2017 – Candidatura alla Rivelazione dell'anno[9]
  - 2021 – Candidatura alla Miglior hit hip hop per Mavka[10]

- RAP:UA Awards
  - 2018 – Video musicale dell'anno per CHCHDD

- TopHit Radio Chart
  - 2019 – Scoperta radiofonica dell'anno[11]